# Golfo de Benín
El golfo de Benín es una gran bahía del océano Atlántico localizada en la costa de África occidental, la parte oeste del golfo de Guinea. Baña las costas, de oeste a este, de Ghana, Benín, Togo y Nigeria.
Se extiende a lo largo de la costa aproximadamente 640 km desde el cabo St. Paul, en Ghana, hasta la desembocadura del río Níger en Nigeria.
Sus principales puertos son Tema (en Ghana, conectado con la ciudad de Acra), Lomé (en Togo), Cotonú (en Benín), y Lagos (en Nigeria). Fue uno de los escenarios en la trata de esclavos entre los siglos XVI y XIX, conociéndose la región adyacente al Delta del Níger como Costa de los Esclavos.
Durante los años 1830 el comercio de aceite de palma ya se había convertido en la principal actividad económica, y en los años 1950 se descubrió petróleo, diversificándose las ocupaciones regionales.

## Ríos que drenan en el golfo
En la ensenada de Benín drenan numerosos ríos de la vertiente occidental africana, siendo los más importantes, de oeste a este, los siguientes:
- río Volta, en Ghana, con 1.500 km y 407.093 km²;
- río Mono, en Togo-Benín, con 467 km y 25.000 km²;
- río Ouémené, en Benín;
- río Ogun, en Nigeria;
- río Níger, en Nigeria, con 4.184 con km de longitud y una cuenca de 2.261.763 km²;